# Ionuț Neagu
Ionuț Neagu (sinh ngày 26 tháng 10 năm 1989) là một cầu thủ bóng đá người România thi đấu ở vị trí tiền vệ cho Gaz Metan Mediaș.

## Sự nghiệp câu lạc bộ

### Steaua București
Ngày 3 tháng 9 năm 2013, Neagu đồng ý gia nhập Steaua București sau khi câu lạc bộ chấp thuận phí chuyển nhượng €620k với Oțelul Galați.

## Danh hiệu
Oțelul Galați
- Liga I: 2010–11
- Siêu cúp bóng đá România: 2011

Steaua București
- Liga I: 2013–14, 2014–15
- Cúp bóng đá România: 2014–15
- Românian Cúp Liên đoàn: 2014–15

## Thống kê
Thống kê chính xác đến trận đấu diễn ra ngày 25 tháng 6, 2016
| Câu lạc bộ          | Mùa giải            | Giải vô địch | Giải vô địch | Cúp     | Cúp       | Cúp Liên đoàn | Cúp Liên đoàn | Châu Âu | Châu Âu   | Khác    | Khác      | Tổng cộng | Tổng cộng | Tổng cộng |
| Câu lạc bộ          | Mùa giải            | Số trận      | Bàn thắng    | Số trận | Bàn thắng | Số trận       | Bàn thắng     | Số trận | Bàn thắng | Số trận | Bàn thắng | Số trận   | Bàn thắng |           |
| ------------------- | ------------------- | ------------ | ------------ | ------- | --------- | ------------- | ------------- | ------- | --------- | ------- | --------- | --------- | --------- | --------- |
| Oțelul II Galați    | 2008–09             | 25           | 5            | ?       | ?         | -             | -             | -       | -         | -       | -         | 25        | 5         |           |
| Tổng cộng           | Tổng cộng           | 25           | 5            | ?       | ?         | -             | -             | -       | -         | -       | -         | 25        | 5         |           |
| Oțelul Galați       | 2008–09             | 2            | 0            | 0       | 0         | -             | -             | -       | -         | -       | -         | 2         | 0         |           |
| Oțelul Galați       | 2009–10             | 25           | 1            | 0       | 0         | -             | -             | -       | -         | -       | -         | 25        | 1         |           |
| Oțelul Galați       | 2010–11             | 26           | 0            | 1       | 0         | -             | -             | -       | -         | -       | -         | 27        | 0         |           |
| Oțelul Galați       | 2011–12             | 23           | 0            | 3       | 0         | -             | -             | 4       | 0         | 1       | 0         | 31        | 0         |           |
| Oțelul Galați       | 2012–13             | 28           | 1            | 5       | 0         | -             | -             | -       | -         | -       | -         | 33        | 1         |           |
| Oțelul Galați       | 2013–14             | 6            | 1            | 0       | 0         | -             | -             | -       | -         | -       | -         | 6         | 1         |           |
| Tổng cộng           | Tổng cộng           | 110          | 3            | 9       | 0         | -             | -             | 4       | 0         | 1       | 0         | 124       | 3         |           |
| Steaua București    | 2013–14             | 4            | 0            | 1       | 0         | -             | -             | 1       | 0         | -       | -         | 6         | 0         |           |
| Steaua București    | 2014–15             | 10           | 0            | 5       | 0         | 4             | 0             | 0       | 0         | 0       | 0         | 19        | 0         |           |
| Steaua București    | 2015–16             | 2            | 0            | 0       | 0         | 0             | 0             | 0       | 0         | 1       | 0         | 3         | 0         |           |
| Tổng cộng           | Tổng cộng           | 16           | 0            | 6       | 0         | 4             | 0             | 1       | 0         | 1       | 0         | 28        | 0         |           |
| Karabükspor (mượn)  | 2015–16             | 3            | 0            | 7       | 0         | -             | -             | -       | -         | -       | -         | 10        | 0         |           |
| Tổng cộng           | Tổng cộng           | 3            | 0            | 7       | 0         | -             | -             | -       | -         | -       | -         | 10        | 0         |           |
| Tổng cộng sự nghiệp | Tổng cộng sự nghiệp | 154          | 8            | 22      | 0         | 4             | 0             | 5       | 0         | 2       | 0         | 187       | 8         |           |